# Rebecca Cox Jackson
Rebecca Cox Jackson (Hornstown, Pensilvania, 15 de febrero de 1795-1871) fue una mujer negra libre, conocida por su activismo religioso y por su autobiografía. 

## Biografía
Rebecca Cox nació el 15 de febrero de 1795 en Hornstown, Pensilvania en una familia libre. Se casó con Samuel S. Jackson y trabajó como costurera hasta que tuvo un despertar religioso durante una tormenta en 1830. Comenzó a predicar en su comunidad y logró seguidores de hombres y mujeres críticos a las iglesias establecidas. Se divorció después de que su esposo no le enseñara a leer y escribir, aunque después se dio cuenta de que podía hacerlo de todos modos. En ese momento, con 35 años, comenzó su autobiografía espiritual. Recibió el don de sanar y fue liberada de la lujuria de la carne. En 1837 fue acusada de herejía. Pidió que su juicio tuviera lugar en su propia casa ante los representantes de la Iglesia Metodista negra y Presbiteriana y que las madres de la Iglesia también estuvieran presentes. Se le negó la posibilidad de juicio y tras ello se retiró de la Iglesia Episcopal metodista africana.
En ese periodo conoció a la que fue su compañera el resto de su vida Rebecca Perot. Ambas mujeres continuaron teniendo visiones, incluso apareciendo en las visiones de la otra. Perot dijo en una de sus visiones que Jackson fue "coronada Rey y yo coronada Reina de África", mientras que Jackson las vio a las dos "unidas [en] en el pacto". Las dos mujeres estuvieron juntas durante treinta y cinco años, hasta la muerte de Jackson.
Mientras viajaba de iglesia en iglesia, decidió unirse a los Shakers en Watervliet, Nueva York . Se convirtió en ministra de esa comunidad, pero se fue con Perot tras experimentar discriminación racial. Jackson y Perot se mudaron a Filadelfia, donde en 1859 Jackson creó un grupo Shaker principalmente para mujeres negras. Volvieron a Watervliet por un año, y regresaron a Filadelfia, donde Jackson continuó como líder de su comunidad de Shakers hasta su muerte en 1871. Está enterrada en el cementerio de Eden en Collingdale, Pensilvania. Después de la muerte de Jackson, Perot tomó el nombre de Rebecca Jackson, Jr., y continuó el liderazgo del grupo Shaker. La comunidad Black Shaker en Filadelfia continuó existiendo hasta 1908.  
Su autobiografía, aunque escrita entre 1830 y 1864, no se publicó hasta 1981.